# Синьцзянская епархия
Синьцзя́нская епа́рхия — каноническое, структурное и территориано-административное подразделение Китайской православной церкви на территории Синьцзян-Уйгурского автономного района Китая. В настоящее время кафедра временно управляется главой Казахстанского митрополичьего округа.

## История
В 1850 году в Томске русский купец Порфирий Уфимцев сообщил настоятелю Гуслицкого монастыря Московской епархии игумену Парфению, что во время многократных торговых поездок в Кульджу познакомился там с китайскими христианами, сообщившими, что они по происхождению — русские, по вере — православные. Они утверждали, что являются потомками пленников из Албазина. По их словам, за дерзость по отношению к императорскому правительству 50 русских семей были сосланы из Пекина в отдалённую Кульджу. Сблизившись с единственными христианами в Кульдже — католиками — потомки албазинцев стали ходить в католический храм, переняли и латинские обряды, но сохранили память о вере отцов.
Игумен Парфений эти сведения изложил в письме митрополиту Московскому Филарету (Дроздову). Последний, наведя справки об игумене Парфении, переслал его письмо обер-прокурору Синода графу Николаю Протасову. Обер-прокурор доложил о письме императору Николаю I, а император передал письмо в Государственный совет Российской империи, где было решено присоединить к России Семиреченскую область — прилегающую к Китаю степь, а в Кульдже и Чугучаке открыть русские консульства и храмы при них.
Кульджинский договор 1851 года между Россией и Китаем установил постоянные деловые связи между Россией и Синьцзяном. В Кульдже и Чугучаке были созданы русские консульства, представительства русских фирм. Первыми российскими консулами в Синьцзяне стали члены 12-й Духовной миссии Иван Захаров (в Кульдже) и Александр Татаринов (в Чугучаке). С этого времени начинается распространение православия в этих местах.
В 1871 году Россия присоединила к своей территории значительную часть Западного Туркестана. Политические и военные обстоятельства Туркестанского края побуждали Русское правительство к занятию Кульджинского ханства. Оно, однако, не было присоединено к России окончательно, но перешло вскоре под покровительство Китая.
В то время русское население Кульджи насчитывало 2000 человек. Русские составляли приход единственного в Кульдже православного храма. Первая церковь была временной и размещалась в одном из китайских зданий. В январе 1872 году она была освящена во имя святого пророка Илии. В церковно-административном отношении храм в то время входил в состав Томской епархии. Епископ Томский Платон (Троепольский) прислал в Кульджу иеромонаха, тогда и началось постоянное богослужение.
С образованием 1 мая 1871 года Туркестанской епархии приход в Кульдже перешёл в ведение Туркестанского епископа.
С увеличением числа русских в Кульдже старый храм стал слишком тесен, поэтому было решено возвести новый каменный храм. Он был заложен летом 1875 года и освящён 17 марта 1877 года местным протоиереем Михаилом Путинцевым во имя святого пророка Илии. В кульджинском храме были собраны списки многих чтимых русских икон, так как по просьбе настоятеля многие архиереи, наместники монастырей и настоятели соборов прислали в Кульджу иконы, освященные у святых мощей угодников Божиих или чудотворных икон как благословение новому храму. Пожертвования сделали Александро-Невская, Троице-Сергиева и Почаевская лавры, Валаамский и Соловецкий монастыри, Курская Коренная обитель, Нило-Столобенская пустынь, новгородский Софийский собор, Пафнутьево-Боровский монастырь, Иосифо-Волоцкий, Макарьевский, Спасо-Бородинский и другие монастыри. В общей сложности было пожертвовано около 45 икон.
Православное население Синьцзяна составляли исключительно русские: сотрудники российских консульств и бывших при них охранных воинских частей, служащие русских фирм, частные предприниматели. При каких обстоятельствах и в каких формах тогда протекала в Кульдже церковная жизнь, сейчас за неимением источников сказать невозможно. Кроме Кульджи и Чугучака, русские также появились в Урумчи, где было открыто консульство. Из метрических книг Урумчинской церкви видно, что в 1905 году служил священник Николай, назначенный, вероятно, из Пекина. Прослужил он неполный 1905 год. В Чугучак для совершения богослужений и треб приезжали священники из расположенных близ русско-китайской границы русских селений. К 1915 году при русском консульстве в Кульдже имелся уже храм, куда назначен был иеромонах Серафим. По инициативе консула Дьякова была устроена церковь и при консульстве в Урумчи, но постоянного священника туда не назначали. Богослужение совершал приезжавший из Кульджи иеромонах Серафим.
В целом до 1920 года русские в Синьцзяне были немногочисленны, перемены в их жизни были редкостью.
В 1920 году в Синьцзян вступили белогвардейские части атаманов Бориса Анненкова и А. И. Дутова. В их составе были и священнослужители: архимандрит Иона (Покровский), занимавший должность старшего священника дутовских частей, и служившие при отдельных частях священники Феодосий Солошенко и Григорий Штокалко. Первоначально белые части сохраняли свою военную организацию, и священники были на положении служивших при воинских частях. Архимандрит Иона и священник Григорий Штокалко служили в городе Суйдуне, где расположился атаман Дутов со своим штабом, священник Феодосий Солошенко состоял при своей части.
После смерти атамана Дутова в феврале 1921 года военная организация быстро распалась. Архимандрит Иона с другими старшими чинами армии выехал в Пекин (среди них был и будущий начальник 20-й миссии — белый офицер Леонид Святин), где поступил на службу в Российскую духовную миссию.
Григорий Штокалко остался служить в Суйдуне, Феодосий Солошенко выехал в Чугучак, где был построен православный храм. Игумен Серафим в 1921 году по неизвестным причинам переехал на службу в Урумчи, в Кульдже остался служить приехавший из России священник Василий Федюшин. Все церкви в Синьцзяне стали приходскими. В Суйдуне осталась принесённая дутовцами чтимая в Оренбуржье Табынская икона Божией Матери.
Примерно к 1925 года определилась картина русского расселения в Синьцзяне, остававшаяся неизменной до второй половины 1950-х годов. Центром русской общины стала Кульджа, затем по численности населения шёл Чугучак с прилегающими районами и затем — Урумчи. Возглавлявший в то время Пекинскую и Китайскую епархию архиепископ Иннокентий (Фигуровский) умер в Пекине в сане митрополита в 1931 году. Его трудами церковная жизнь Синьцзяна во второй половине 1920-х годов начала устраиваться. Приходы были объединены в благочиние, благочинным был назначен иеромонах Серафим, возведённый в сан игумена с оставлением настоятелем Урумчинского прихода. Он объехал благочиние, послал доклады в Пекин. Деятельность игумена Серафима продолжалась до 1931 года, когда он выехал в Палестину, поступив в Русскую духовную миссию в Иерусалиме. Новый благочинный назначен не был, объединяющего Синьцзян церковного центра не стало. Многие умерли, часть русского населения выехала.
В 1932—1933 годах русское население Синьцзяна резко возросло в связи с притоком населения, недовольного коллективизацией в Туркестане и Казахстане. В числе прибывших были священнослужители: протоиереи Павел Кочуновский и Михаил Маляровский, священники Иоанн Филонский, Дмитрий Любов и Кудрявцев. Кульджа, Чугучак и Урумчи по-прежнему оставались церковными центрами, однако стали появляться приходы и в других местах. Они возникали и закрывались главным образом из-за переезда священников. В одних местах строились молитвенные дома, в других — служба шла во временных помещениях. Порядка и планомерности не было.

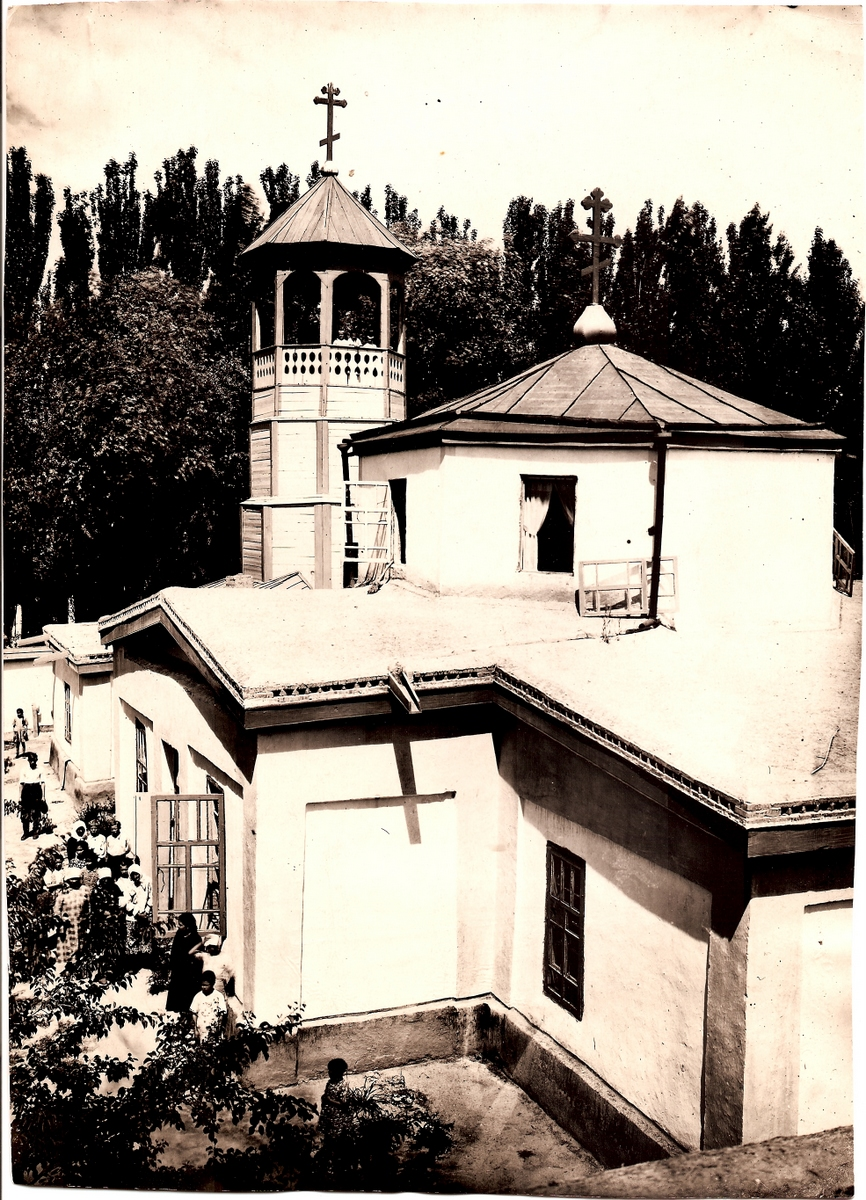
Храм святителя Николая в Кульдже. Разрушен в 1960-х годах

30 августа 1934 года митрополит Антоний (Храповицкий) сделал доклад на заграничном Архиерейском соборе, в котором, в частности, говорилось: «Представляя при сем доклад преосвященного начальника Русской духовной миссии в Китае по вопросу об учреждении викариатства в Синьцзяне, Архиерейский синод считает долгом сообщить Архиерейскому собору, что признает весьма нужным учреждение сего викариатства». Так как русские жители города Урумчи претерпели немало скорбей от большевиков, и поэтому Собор возжелал назначить им архипастыря для укрепления и благоустройства их епархии и церковной жизни Местом пребывания архиерея был определён город Урумчи; оно стало третьим викариатством Пекинской епархии (позднее преобразованное в благочиние приходов в городах Кульдже, Чугучаке, Урумчи и Лоуцоугоу). 10 февраля 1935 года Ювеналий (Килин) был хиротонисан во епископа Синьцзянского, но осложнившаяся обстановка вследствие военных действий Японии не позволила епископу Ювеналию проехать в Синьцзян. В 1940 году его перевли переведён на Цицикарскую кафедру.
Примерно к 1937—1938 годам относится постройка в Кульдже на пожертвования православного населения Никольской церкви, существовавшей до 1960-х годов, куда была перенесена из Суйдуна Табынская икона Божией Матери. Кульджа к концу 1930-х годов окончательно стала церковным центром Синьцзяна.
С 1946 года Синьцзянская епархия вошла в состав Восточно-Азиатского экзархата Русской православной церкви. Перед «культурной революцией» на территории Синьцзян-Уйгурского автономного района действовали пять православных приходов, объединённых в Синьцзянское благочиние Пекинской епархии.
Со временем оставшееся русское население смешалось с китайским и уйгурским, однако сохранило православие. Уцелели до сего дня и казачьи станицы в пределах Китайского Алтая. На начало 2000-х годов русское население Синьцзяна насчитывало до 2000 человек.
17 июля 2002 года временное архипастырское попечение о пастве Синьцзян-Уйгурского автономного района было возложено на архиепископа Астанайского и Алма-Атинского при координации исполнения данных решений с отделом внешних церковных связей.
После культурной революции в Синьцзяне восстанавливаются православные храмы (города Урумчи, Инин, Дачэнь).

## Епископы
- 16 февраля 1935 — май 1941 — Ювеналий (Килин) (на кафедру не прибыл)
- 17 июля — 7 октября 2002 — Алексий (Кутепов)  в/у, архиеп. Астанайский
- 7 октября 2002 — 7 мая 2003 — Елевферий (Козорез)  в/у, еп. Чимкентский
- 7 мая 2003 — 5 марта 2010 — Мефодий (Немцов)  в/у, митр. Астанайский
- с 5 марта 2010 — Александр (Могилёв)  в/у, митр. Астанайский